# Észak-magyarországi Áramszolgáltató Nyrt.
Az Észak-magyarországi Áramszolgáltató Nyrt., röviden ÉMÁSZ egy magyarországi áramszolgáltató cég volt, amely az ország északi részét látta el árammal. A többségében a német RWE tulajdonában álló társaság részvényeit a Budapesti Értéktőzsdén jegyzezték. Egy társaságcsoportot alkotott a szintén az RWE érdekeltségi körébe tartozó ELMŰ-vel, mellyel közösen üzemeltette a hálózatüzemeltetéssel és ügyfélszolgálattal kapcsolatos tevékenységeket ellátó leányvállalatokat.
2015. december 1-jével az ÉMÁSZ kérelmezte villamosenergia-szolgáltatói tevékenységének visszavonását, innentől a szolgáltatásról az ELMŰ-ÉMÁSZ Társaságcsoport új vállalata, az ELMŰ-ÉMÁSZ Energiaszolgáltató Zrt. gondoskodik.

## Története
Észak-Magyarországon az ismert adatok szerint először 1882-ben használtak áramot, a Diósgyőri Acélgyárban az udvar lámpáihoz. A mai ÉMÁSZ területén erőmű először Egerben épült, 1894-ben, az első évben 48 fogyasztót látott el. 1895-ben Salgótarján és Sátoraljaújhely kezdett árammal világítani. Miskolcon 1897-ben, a városi villamosközlekedés megindulásakor alakult meg a Miskolci Villamossági Részvénytársaság, mely kezdetben a villamosközlekedést működtette, 1900-tól foglalkozott közcélú villamosenergia-szolgáltatással. Egyre több áramszolgáltató működött Észak-Magyarországon,  eleinte egymástól elszigetelten, később azonban a kisebb cégek tönkrementek és a nagyobbak vették át a fogyasztókat. 1903-ban a mai ÉMÁSZ területén jött létre az ország első váltóáramot termelő vízerőműve, a gibárti vízerőmű, mely ma is üzemel. A két világháború közt gyors ütemben folyt a települések villamosítása.
A világháború után az áramszolgáltatók állami tulajdonba kerültek, Észak-Magyarországon három üzletigazgatósággal (Eger, Miskolc, Salgótarján). Ezek összevonásából alakult meg 1951-ben az ÉMÁSZ Vállalat. A háború okozta károk helyreállítása mellett a faluvillamosítás is folytatódott, az ÉMÁSZ területén 1962-ben sikerült minden településre eljuttatni az áramot. 1963-ban az ÉMÁSZ és a többi magyar áramszolgáltató a frissen alapított Magyar Villamos Művek irányítása alá került. 1968-ban a hatékonyabb munka érdekében átalakult a cég szerkezete, megjelentek a központ alá rendelt üzemigazgatóságok és az ezek alá rendelt kirendeltségek.
Az ÉMÁSZ Vállalat a rendszerváltás után részvénytársaságként működött tovább, a magyar állam, az MVM és több önkormányzat lett a tulajdonosa. 1995-ben az állam részvényeit az energiaszektor privatizációja során megvásárolta a német RWE. 2002-ben, felkészülve a villamosenergia-piac megnyitására az ÉMÁSZ és az 1996-ban szintén az RWE tulajdonába került ELMŰ közös kereskedőcéget alapított Magyar Áramszolgáltató Kft. néven, majd az ELMŰ és az ÉMÁSZ számos tevékenységét összevonta, így létrejött az ELMŰ-ÉMÁSZ Társaságcsoport. 2007-ben új törvény értelmében különvált a társaság kereskedelmi és hálózati tevékenysége, előbbivel az ÉMÁSZ Nyrt., utóbbival az ÉMÁSZ Hálózati Kft. foglalkozik.
2015 júniusában részvényeinek több mint felével, 54,26%-kal az RWE Energy Beteiligungsgesellschaft mbH, 24,91%-ával az EnBW Trust e.V., 12,05%-ával a Magyar Villamos Művek Zrt. rendelkezik, a közkézhányad 8,78%.